# Parco nazionale del Denali

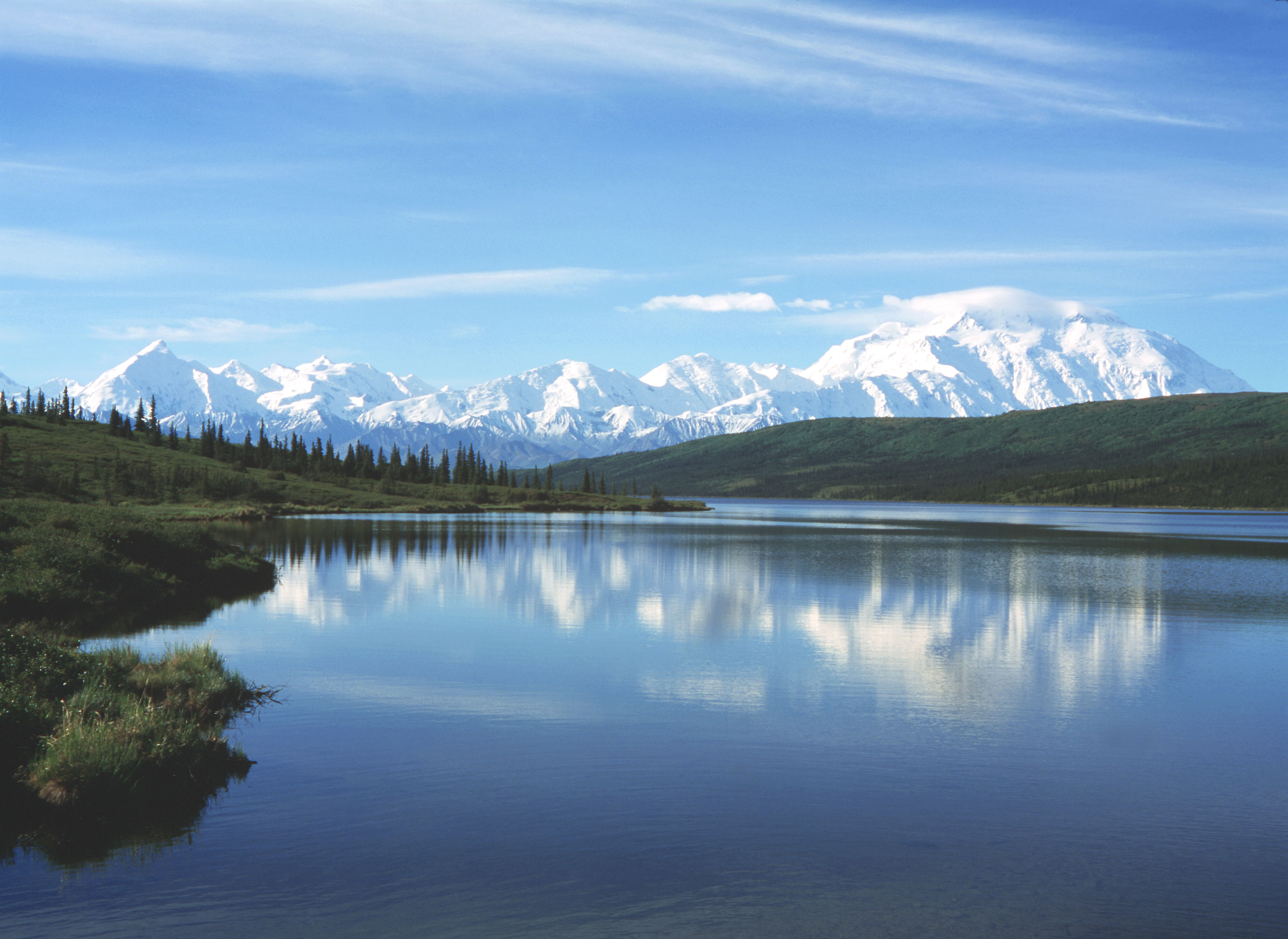
Parco nazionale del Denali

Il parco nazionale del Denali (in inglese Denali National Park and Preserve), è un parco nazionale statunitense situato 382 km a nord di Anchorage. È il principale parco nazionale dell'Alaska e prende il nome dal nome indigeno del Monte McKinley, che con i suoi 6194 metri è la più alta cima dell'America del Nord. 

## Storia
La prima fondazione del parco si ebbe nel 1917, quando Charles Sheldon, naturalista e cacciatore, fondò il "Mount McKinley National Park", come riserva di caccia. Il nome riprendeva il toponimo Mount McKinley, dato nello stesso anno in omaggio a William McKinley, 25º presidente degli Stati Uniti. Nel 1980, il Congresso triplicò l'estensione del parco, aggiungendovi oltre 4 000 000 acri (circa 1 620 000 ha), e rinominandolo "Denali National Park and Preserve". Contestualmente, la zona fu dichiarata una "International Biosphere Reserve", importante per la ricerca sull'ecosistema subartico. Dal 1972 l'accesso al parco è vietato alle macchine private; un sistema di autobus è a disposizione dei visitatori.

## Territorio
Il parco nazionale del Denali si estende per oltre 6 000 000 acri (circa 2 430 000 ha).
Prima dell'arrivo degli euro-americani, la zona era abitata da cinque diversi gruppi di lingua athabaska: Ahtna a est, Dena'ina al sud, Kuskokwim a ovest, Koyukon a nord, Tanana a nord-est. Gli indigeni conducevano una vita semi-nomade, spostandosi lungo i maggiori corsi d'acqua. 
Il parco si suddivide in tre unità distinte:
- Denali Wilderness, area chiusa a qualunque tipo di caccia;
- Denali National Park, che comprende i terreni aggiunti al parco nel 1980: qui gli indigeni possono praticare le attività tradizionali di sussistenza;
- Denali National Preserve, in cui sono permesse caccia e pesca, secondo le norme dello stato dell'Alaska.

All'interno della Denali Wilderness si trovano aree per campeggiare, due centri per i visitatori e diverse stazioni di ranger. Una sola strada asfaltata entra nel parco, per sole 89 miglia; i veicoli privati possono arrivare solo fino al miglio 15, e in inverno la neve viene rimossa solo per le prime tre miglia. Nei mesi invernali infatti, per gli spostamenti interni al parco, vengono utilizzate le slitte trainate da cani.

## Fauna
La regione del Denali ospita una grande varietà d'uccelli (167 specie) e mammiferi (39 specie). Una notevole quantità di orsi neri e grizzly, alci e lupi, caribù, bighorn bianchi. Proprio per questi ultimi Charles Sheldon, dopo la sua visita nel 1907-1908, propose al congresso degli Stati Uniti di creare una riserva per queste pecore. Altri mammiferi presenti sono linci, ghiottoni, coyote, volpi e castori, mentre tra gli uccelli più noti vi sono grifalchi, aquile reali e aquile di mare testabianca. L'unica specie anfibia è rappresentata dalla rana silvestre.

## Flora
Nei parco si trovano oltre 650 specie di piante che producono fiori, oltre a muschi, licheni, funghi e alghe. La flora di ampie zone del parco è condizionata dalla presenza del permafrost.
Fino agli 800 metri di elevazione, il paesaggio è caratterizzato dalla foresta sempreverde della taiga; oltre, subentra la piccola vegetazione della tundra.
Nel parco non è raro vedere porzioni di taiga in cui gli alberi sono inclinati, ciascuno in una direzione diversa; il fenomeno è dovuto allo scioglimento del permafrost sottostante, ed è stato battezzato drunken forest, foresta ubriaca.

## Il caso McCandless
Il parco è famoso per essere stato il luogo in cui Christopher McCandless, un ventiquattrenne proveniente dalla Virginia che viaggiò da solo per quasi due anni attraverso gli Stati Uniti occidentali, visse gli ultimi mesi della sua vita, trovando rifugio in un vecchio autobus abbandonato, da lui soprannominato Magic Bus. Della permanenza del ragazzo nel parco parla il giornalista Jon Krakauer nel libro Nelle terre estreme, da cui poi è stato tratto il film Into the Wild - Nelle terre selvagge, per la regia di Sean Penn. Il bus è stato per anni meta di pellegrinaggi da parte di chi era rimasto affascinato dalla storia di McCandless; nel 2020 è stato rimosso per ragioni di sicurezza.

## Galleria d'immagini

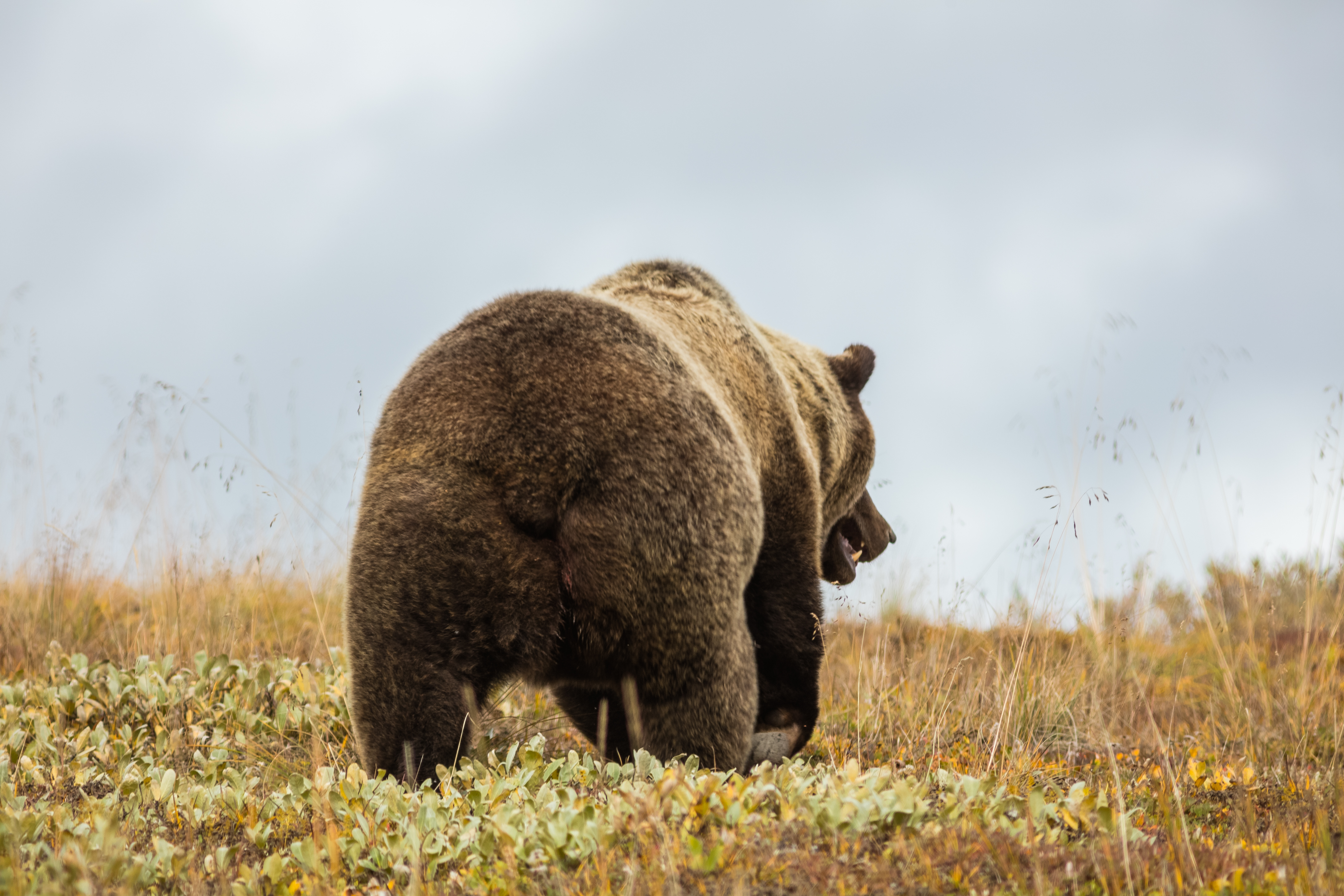
Orso grizzly (Ursus arctos horribilis).
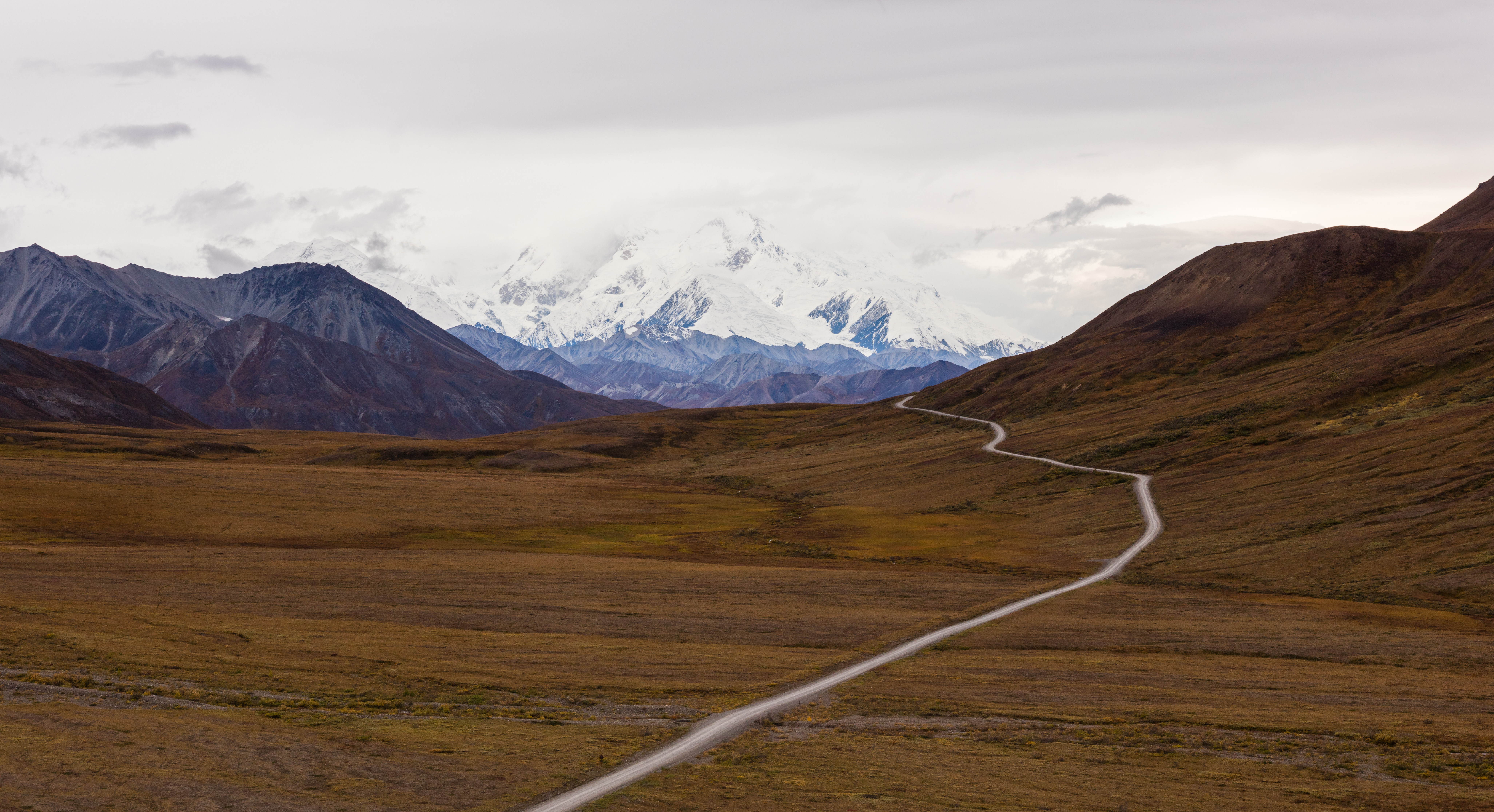
Monte McKinley.
Vista panoramica del parco.
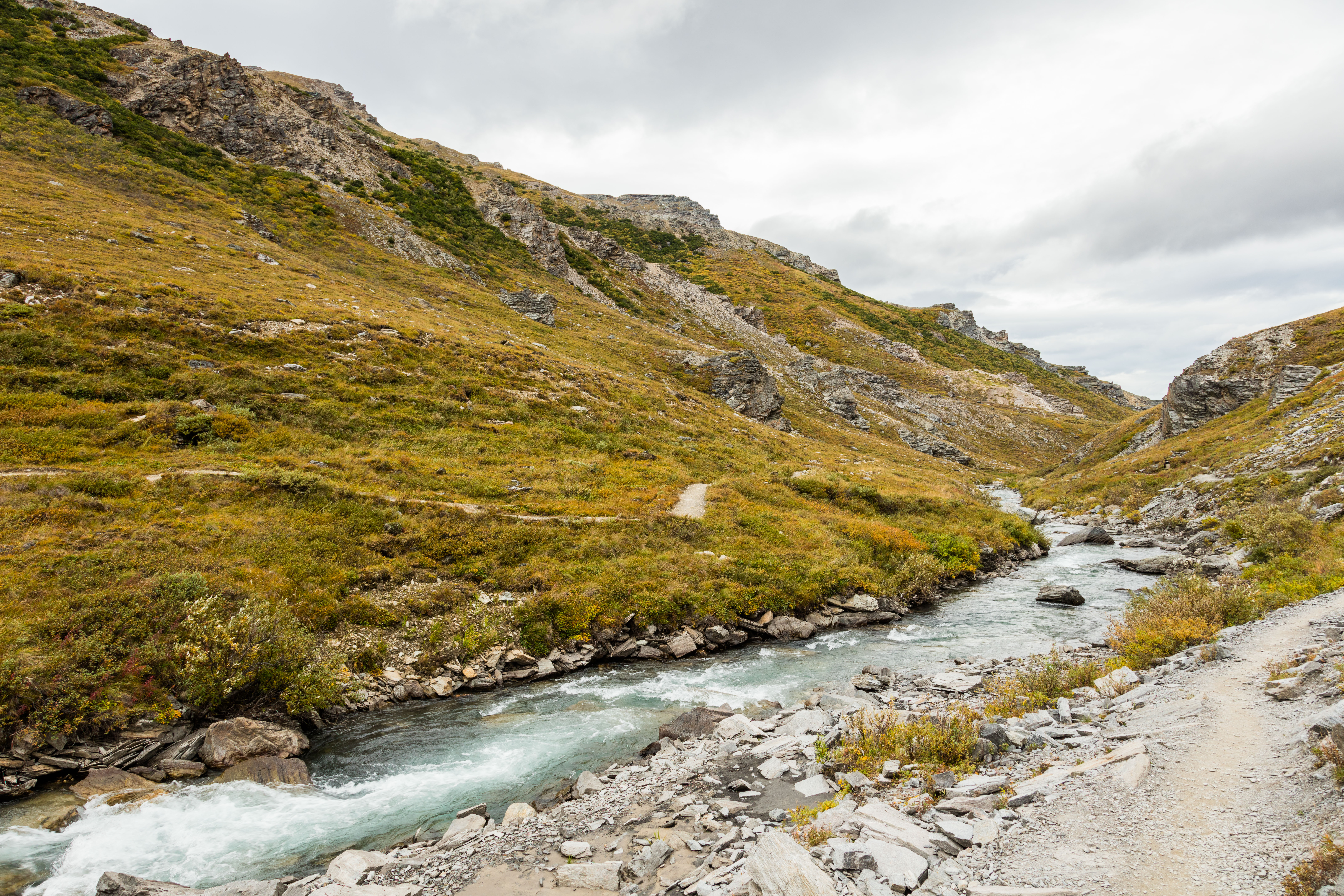
Fiume Savage.
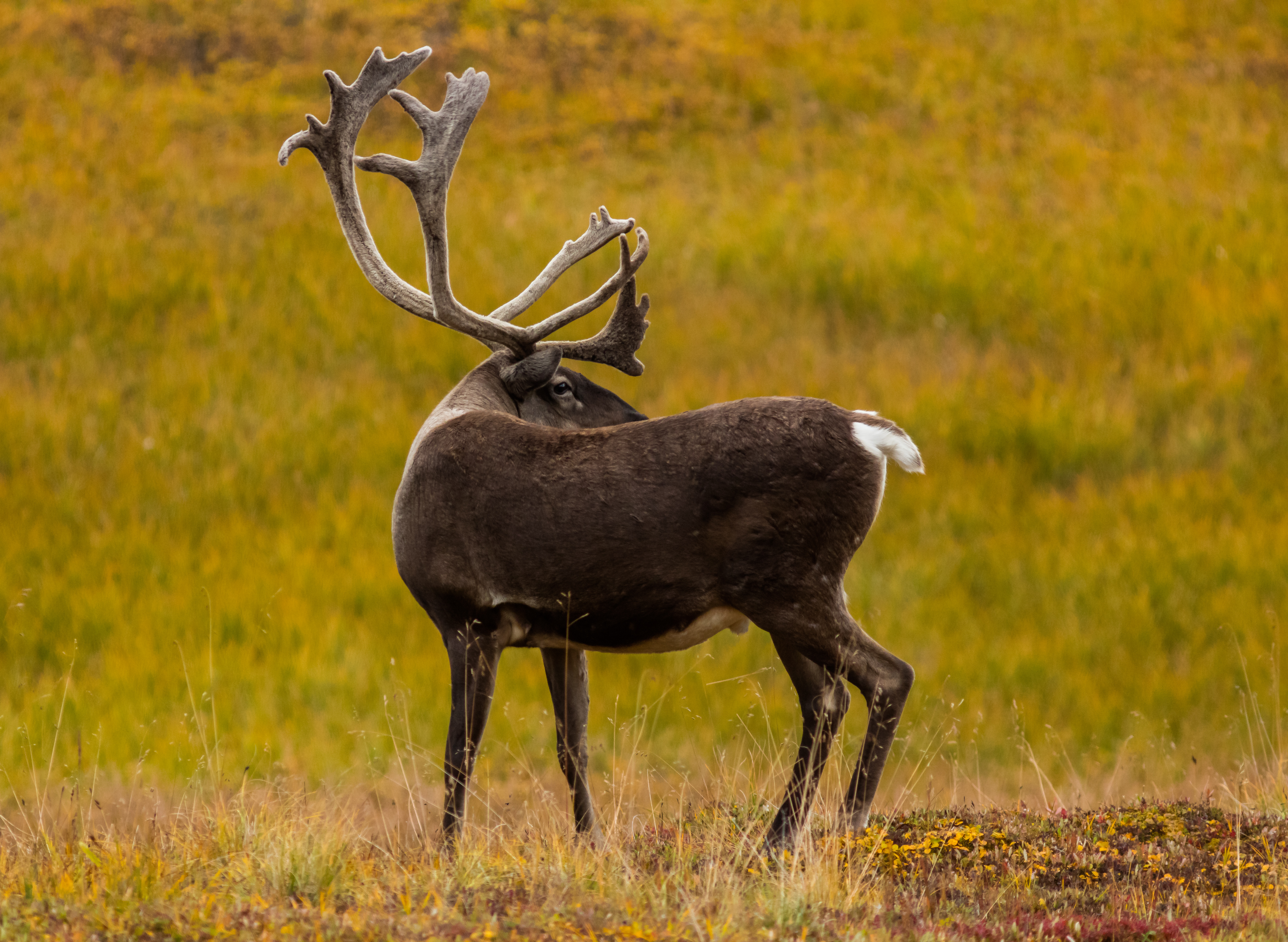
Caribù (Rangifer tarandus).
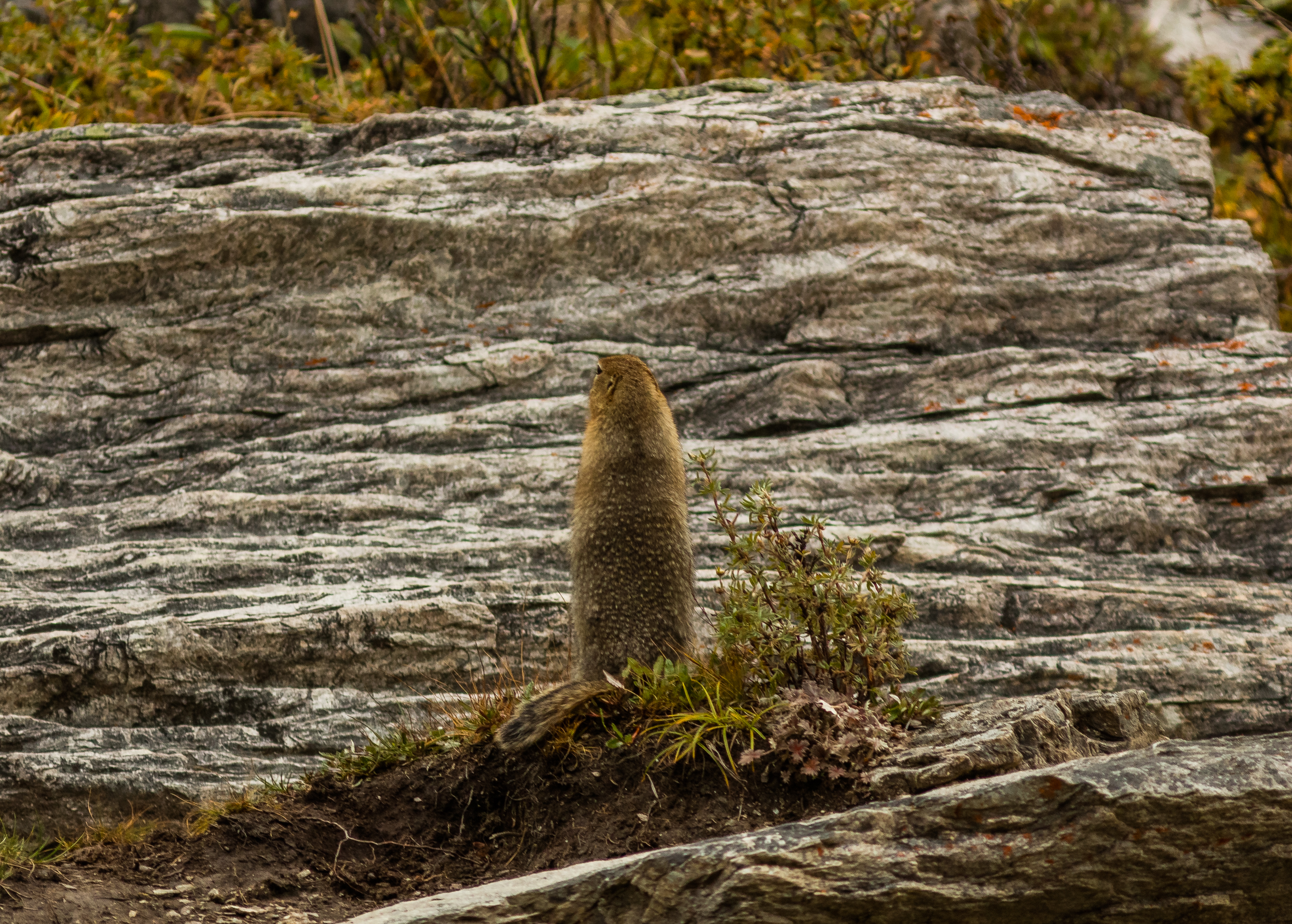
Citello (Spermophilus parryii).